# 情不自禁II霎時衝動
《情不自禁II霎時衝動》是1992年的一部香港三級電影。由查傳誼執導，梁思敏、葉先兒、陶大宇、許紹雄等主演。

## 劇情
電影講述了落選港姐想要嫁入豪門的故事。

## 演員
| 演員   | 角色             |
| 梁思敏 | Kitty (落選港姐) |
| 葉先兒 | Carman           |
| 陶大宇 | 名公子           |
| 許紹雄 |                  |

## 外部連結
- 香港影庫上《情不自禁II霎時衝動》的資料（繁體中文）
- 互联网电影数据库（IMDb）上《情不自禁II霎時衝動》的资料（英文）
- 豆瓣电影上《情不自禁II霎時衝動》的資料 （简体中文）
- 開眼電影網上《情不自禁II霎時衝動》的資料（繁體中文）
- 时光网上《情不自禁II霎時衝動》的資料（简体中文）